# SN 1999fq
SN 1999fq – supernowa nieznanego typu odkryta 3 listopada 1999 roku w galaktyce A232546+0017. W momencie odkrycia miała maksymalną jasność 21,70m.